# Coleophora albens
Coleophora albens é uma espécie de mariposa do gênero Coleophora pertencente à família Coleophoridae.